# Grupa Saperów 2 Korpusu Polskiego
Grupa Saperów 2 Korpusu Polskiego – oddział saperów Polskich Sił Zbrojnych.

## Historia jednostki
Działania wojenne 2 Korpusu we Włoszech dowiodły potrzebę posiadania znacznie większej ilości jednostek saperskich w nowoczesnej wojnie - toteż jeszcze przed zakończeniem działań 1945 r., za zgodą władz brytyjskich, przystąpiono do organizowania nowych jednostek, które w ramach wojsk korpuśnych 2 Korpusu Polskiego skupione zostały w armijną Grupę Saperów. Według nomenklatury i schematu organizacyjnego brytyjskiego jednostka nosiła nazwę „Army Group Polish Engineers”. W Armii Brytyjskiej grupa saperów występowała na szczeblu armii.
Na początek przewidziano organizację tylko jednego batalionu saperów - 20 batalionu saperów, Baon zaczęto organizować wiosną 1945 roku w Capua, przy Centrum Wyszkolenia Saperów. Jako kadrę baonu wyznaczono oficerów z jednostek saperów 2 Korpusu oraz szeregowych, natomiast uzupełnienie stanu etatowego przeprowadzono w drodze wyławiana saperów zbiegłych lub z jeńców byłej armii niemieckiej, a oficerów — pochodzących z niewoli. Po podstawowym przeszkoleniu w Capua, 20 batalion saperów przeszedł do rejonu Senigallia, to jest rejonu koncentracji całej Grupy Saperów Armii 2 Korpusu. W tym rejonie 20 batalion saperów przechodził dalsze szkolenie specjalne. Grupa Saperów Armii - ze względu na czas organizacji nie mogła brać udziału w żadnych akcjach bojowych 2 Korpusu.

## Struktura Grupy Saperów
- Dowództwo Grupy Saperów 2 Korpusu
- 10 Batalion Saperów
- 20 Batalion Saperów
- 10 Kompania Mostowa
- 301 Etapowa Kompania Saperów
- 304 Pluton Sprzętu Mechanicznego
- 306 Składnica Saperska 2 Korpusu
- 10 Pluton Rozbrajania Bomb

Stan etatowy grupy wynosił 173 oficerów i 2997 szeregowych.

## Odznaka grupy
Odznaka zatwierdzona została w dzienniku rozkazów dowódcy 2 Korpusu nr 19 pkt.119 z 14 lutego 1946. Ma kształt koła oplecionego wieńcem z liści dębowych. W kole umieszczona jest syrenka, pod nią spycharka i przęsło mostu. Odznakę projektował Jerzy Suchacki i Michał Paszyn. Wykonywała firma F.M Lorioli Fratelli. Wymiary: 40 mm.

## Dowódcy grupy
- płk Jerzy Sochocki (od 21 VI 1945)